# José Nino Gavazzo
José Nino Gavazzo Pereira (Montevideo, 2 de octubre de 1939-ib., 26 de junio de 2021) fue un teniente coronel del ejército de Uruguay, figura relevante en la rama uruguaya de la coordinación represiva de las dictaduras del Cono Sur conocida como Plan Cóndor.

## Biografía

### Carrera militar
El 1 de marzo de 1956 ingresó al ejército en el arma de Artillería. Hacia 1960 integraba el Grupo de Artillería N.º 5. Ascendió al grado de capitán y en 1966 cumplió funciones como instructor en la Escuela Militar. Recibió cursos de contrainsurgencia en 1970 en Estados Unidos, donde había viajado junto a otros militares uruguayos. Al año siguiente logró el grado de mayor y pasó a desempeñarse en la Región Militar IV cuya sede se encuentra en Minas, departamento de Lavalleja.
Revistió en inteligencia militar (S2) de la División de Ejército I entre 1972 y 1973. Desde 1974 integró el Órgano Coordinador de Operaciones Antisubversivas (OCOA), actuando en el S2 del Grupo de Artillería N.º 1. Para 1976 se desempeñaba como 2.º jefe del Departamento III del Servicio de Información y Defensa (SID), que fue uno de organismos más importantes —junto con el OCOA—, dedicados a acciones de inteligencia y operativos represivos a gran escala de opositores políticos a la dictadura y desde cuya sede se coordinó la represión de los militantes del Partido por la Victoria del Pueblo (PVP) en Buenos Aires que incluyó el secuestro, asesinato y desaparición de sus miembros.
Dentro del ejército, Gavazzo participó de la publicación clandestina El Talero —de la cual fueron publicados solo tres números— creada para oponerse a Gregorio Álvarez —presidente de facto entre 1981 y 1985—. A instancias de este último, se le dio la baja del ejército con el grado de teniente coronel, a través de la resolución N.º 53/495 de fecha 24 de agosto de 1978.

### Causas judiciales
En 1995 fue enviado a prisión debido a un delito de extorsión que cometió junto al policía Ricardo «Conejo» Medina. Ambos pretendían imprimir cruzeiros falsos en una imprenta y ante la negativa de su dueño, lo amenazaron de muerte. Un tribunal de apelaciones modificó la imputación, condenándolo en 2002 por un delito de «violencia privada» —infracción a la ley penal excarcelable—, determinando que Gavazzo permaneciera en prisión por un período de 10 meses. El ejército le formó un tribunal de honor por este delito e integrado por tres coroneles, el cual dictaminó que sus acciones no afectaron su honor personal ni el del ejército. Dicho fallo fue aprobado por el comandante del ejército Santiago Pomoli, pero rechazado por quienes eran ministro de Defensa y el presidente de Uruguay, Yamandú Fau y Jorge Batlle, respectivamente.
En 2009 Gavazzo, junto a los militares retirados Gilberto Vázquez, Ricardo Arab, Jorge «Pajarito» Silveira y Ernesto Avelino Ramas fueron condenados a 25 años de cárcel por la comisión de 28 delitos de homicidio especialmente agravado. En la misma causa fueron sentenciados a 20 años de prisión el coronel retirado Luis Maurente y los expolicías Ricardo «Conejo» Medina y José Sande Lima.
En septiembre de 2017 el Comando del Ejército conformó un tribunal de honor para estudiar su conducta, junto con la de los militares Jorge «Pajarito» Silveira, Ernesto Ramas, Gilberto Vázquez y Luis Maurente, que habían sido condenados por el secuestro y desaparición de personas. En el marco del funcionamiento de este tribunal, Gavazzo declaró que, en marzo de 1973, tres meses antes de que comenzara la dictadura cívico militar uruguaya, arrojó al río Negro —cerca de Rincón del Bonete— el cuerpo de Roberto Gomensoro, quien habría sido torturado en el Grupo de Artillería N.º 1. Por su parte, ante el mismo tribunal, el coronel retirado Jorge «Pajarito» Silveira responsabilizó a Gavazzo del asesinato de Gomensoro y de Eduardo Pérez Silveira, también detenido en ese batallón. Estas declaraciones se conocieron en marzo de 2019, generando una crisis institucional a nivel del poder ejecutivo y las Fuerzas Armadas.

### Fallecimiento
El viernes 25 de junio de 2021, afectado de peritonitis, Gavazzo falleció en el Hospital Militar.

## Obras
- Mi testimonio (libro autobiográfico escrito por José Nino Gavazzo. Editorial Artemisa, 2012).[10]